# Asociación Teológica Juan XXIII
L'Asociación Teológica Juan XXIII o Asociación de Teólogos y Teólogas Juan XXIII és una associació de teòlegs sense ànim de lucre constituïda l'any 1980. El seu nom honra la memòria de Joan XXIII, que va promoure i dur a terme el Concili Vaticà II. L'associació manté propera a la teologia de l'alliberament.

## Fins
Entre els seus fins estan:
- Promoció de la teologia, la seva investigació i divulgació a l'esperit de llibertat, diàleg i compromís, iniciat amb el Concili Vaticà II.
- Conjugar el rigor teòric amb la inserció vital a les comunitats i moviment eclesials; en diàleg amb la cultura contemporània i els èxits de la modernitat.
- Propòsit de comunió amb la Comunitat cristiana assumint responsablement l'ús de la llibertat en la recerca de la veritat.
- Opció preferencial pels pobres com a marc bàsic i lloc epistemològic de la reflexió teològica.
- Contribuir a la renovació evangèlica de les Esglésies, vinculant els seus esforços amb els grups i els sectors cristians compromesos en aquest esforç, especialment quan els marges de llibertat d'ensenyament o de publicacions es vegin amenaçats.
- Establir llaços de col·laboració i ajut efectiu -fins i tot econòmic- amb grups d'Iberoamèrica, Àsia i Àfrica.
- Fomentar la solidaritat fraterna entre els seus membres, especialment pel que fa al desenvolupament de la investigació i docència teològica.